# Мизонов, Андрей Вячеславович
Андрей Вячеславович Мизонов (род. 11 февраля 1978) — российский дзюдоист, призёр чемпионатов России, мастер спорта России. Тренер высшей категории. Заслуженный тренер Российской Федерации, Старший тренер СДЮШОР № 9 «Шаболовка» Москомспорта.

## Спортивные результаты
- Открытый чемпионат Эстонии по дзюдо 1997 года, категория свыше 100 кг — ;
- Открытый чемпионат Эстонии по дзюдо 1997 года, абсолютная категория — ;
- Чемпионат России по дзюдо 1997 года — ;
- Чемпионат России по дзюдо 2001 года — ;
- Чемпионат России по дзюдо 2002 года — ;